# Hippolyte Taine
Hippolyte Adolphe Henri Taine, född 21 april 1828 i Vouziers, död 5 mars 1893 i Paris, var en fransk filosof och litteraturhistoriker. Han var en av den franska naturalismens främsta teoretiker.

## Biografi
Taine genomgick École normale (en anstalt för högre lärarbildning) i Paris och blev 1864 professor i konsthistoria och estetik vid École des Beaux-Arts. År 1878 invaldes han i Franska akademien. 
Taine var en av företrädarna för den moderna kritiska historiska skolan, som utmärks av sin strävan att på den historiska forskningen tillämpa den naturvetenskapliga empiriska metoden. Hans filosofiska ståndpunkt var nära besläktad med positivismen, även om han själv ansåg sig avvika från denna, eftersom han, till skillnad från positivisterna, inte förnekade möjligheten att vinna kunskap om tingens yttersta orsaker. Dessa skulle enligt Taine kunna uppdagas genom abstraktion ur den på empirisk väg vunna kunskapen om tingen. Då tingen själva innehåller orsakerna, det vill säga: vart och ett är orsak till ett annat. Ifrågasättas kan dock, om inte avvikelsen är illusorisk; för de orsaker som positivisterna åsyftar är de transcendenta, men Taines orsaker blir svårligen något annat än mer eller mindre regelbundna förbindelser mellan fakta, det vill säga lagar, och möjligheten att uppdaga sådana förnekas inte av positivisterna. I enlighet med denna sin åskådning ansåg dock Taine att de historiska företeelserna – såväl konstens och litteraturens som de historiska karaktärerna – bör och kan helt och hållet förklaras ur de historiska förutsättningarna samt tidsförhållandena. 
Skarpare än äldre historieskrivare och i opposition mot vissa historiska skolors benägenhet för konstruktion gjorde han därför gällande nödvändigheten av att empiriskt utreda de historiska företeelserna i deras sammanhang. Hur förtjänstfullt detta än var, blev det dock i viss mån vilseledande. Då man fattar de historiska företeelserna som helt och hållet produkter av yttre omständigheter blir nämligen allt som sker en naturnödvändighet. Men en sådan är inte underkastad någon moralisk måttstock. Följaktligen försvinner den personliga ansvarigheten. Historiska personligheter och handlingar borde alltså egentligen inte få bli föremål för vare sig gillande eller ogillande. 
Konstens mästerverk åter, i vilka Taine såg endast produkter av, och uttryck för, ett visst lands och en viss tids kulturförhållanden, borde på detta sätt alltid under samma kulturförhållanden tillhöra samma smakriktning. Dessa konsekvenser, som motsägas av erfarenheten, skulle ha undvikits utan att "den naturvetenskapliga metoden" behövt uppoffras, om nu Taine nöjt sig med den sanningen att de historiska personerna i hög grad skulle kunna bestämmas av tidsförhållanden och sålunda delvis ur dem förklaras, och erkänt att i allt personligt liv ingår en självständig andlig kraft, som, om också i mycket påverkad av omständigheterna, dock kan bryta sig igenom dessa. Historiska handlingar skulle då ha kunnat erkännas såsom åtminstone delvis fria och sålunda förbundna med ansvar, och i "konstnärsindividualiteten" skulle en förklaring getts till det faktum att konstverk dock kunna avvika från sin tids smakriktning. 
Taines mekaniska uppfattning av personligheten hämnade sig även på själva karaktärsteckningen. För att erhålla sammanhanget mellan de yttre omständigheterna och det personliga liv som ur dem skall förklaras sökte han nämligen vanligtvis härleda dettas yttringar ur vissa "härskande egenskaper", vilka åter härleddes ur förhållandena; ett tillvägagående som, delvis berättigat, genom hans fina observationsförmåga gav de mest lysande resultat men vilket också, såsom delvis otillräckligt, ledde till just det han ville undvika – historisk konstruktion.
Taines främsta arbeten, av vilka de flesta utkommit i många upplagor, är: Essai sur les fables de La Fontaine (hans doktorsavhandling, 1853), Voyage aux eaux des Pyrénées (1855), Essai sur Tite-Live (prisbelönt av Franska akademien, 1856), Les philosophes franpais du XIX:e siècle (1857), Essais de critique et d'histoire (1858), Histoire de la littérature anglaise (som prisskrift tillbakavisad av Franska akademien på grund av sin deterministiska riktning; 4 delar, 1864), Idéalisme anglais, étude sur Carlyle (1864), Le positivisme anglais, étude sur Stuart Mill (1864), Nouveaux essais de critique et d'histoire (1865), Philosophie de l'art en Italie (1865), Voyage en Italie (1866), L'ideal dans l'art (1867), Philosophie de l'art dans les Pays-Bas (1868), Philosophie de l'art en Grèce (1868), De l'intelligence (2 delar, 1870), Notes sur l'Angleterre (1872; 5:e upplagan 1880) samt hans stora rent historiska verk, Les origines de la France contemporaine i 6 delar (1876–1893), varav en behandlade "l'ancien régime", tre revolutionen och två "le régime moderne". Den sista avdelningen förbereddes genom en uppsats om Napoleon I i "Revue des deux Mondes" (svensk översättning 1887), som sedan inflöt i dess första del (1891), och dess andra del utkom efter Taines död. 
I detta på lysande partier rika jätteverk av forskarflit röjer sig den anmärkta ensidigheten i Taines metod däruti att han för den jakobinska doktrinismen, revolutionens "härskande egenskap", alltför mycket förbiser revolutionens ljusare sidor. Härvid blev han också i viss mån otrogen sina egna principer. Enligt dessa borde nämligen den jakobinska doktrinismen och dess civilisationsfördärvliga följder inte få ogillas, utan blott förklaras, men inför denna företeelse, som är så helt och hållet stridande mot hans egen skeptiska ståndpunkt, förlorade han sin kallblodighet och förföljde den i alla dess yttringar med ett nästan fanatiskt hat. Även skildringen av Napoleon I torde inte kunna frikännas från ensidighet.

## Svenska översättningar
- Valda skrifter (översättning Samuel Fredrik August Stjernstedt och O. A. Stridsberg, Stockholm, 1875-1877)
- Napoleon Bonaparte (anonym översättning, Bonnier, 1887)
- Konstens filosofi (översättning Harald Heyman, Björck & Börjesson, 1921-125)
- Introduktion till den engelska litteraturens historia (anonym översättning, Institutionen för estetik, Uppsala universitet, 1993)